# Osmoregulacija
Osmoregulacija

## Osmoregulacija in organizmi
Glede na osmoregulacijo organizme delimo na dve različni skupini; osmokonformerje in osmoregulatorje.

### Osmokonformerji
Osmokonformerji ali poikiloosmotski organizmi so morski organizmi, ki s pomočjo različnih mehanizmov (ali pasivno) ohranjajo svoje notranje okolje izotonično (ima enako koncentracijo topljencev) glede na zunanje okolje. Pravimo, da so v osmotskem ravnotežju s svojim okoljem. To pomeni, da je osmotski tlak znotraj celic organizma enak osmotskemu tlaku obkrožajočega okolja. Z zmanjšanjem osmotskega gradienta si osmokonformerji zagotovijo, da je neto pretok vode iz celic in v njih relativno majhen. Kljub temu, da je notranje okolje osmokonformerjev izoosmotsko zunanjemu okolju, se pojavnost različnih ionov v obeh tipih okolja močno razlikuje, ker so nekateri ioni za celice življenjsko pomembni. Bistvena prednost poikiloosmotskih organizmov je energijska ekonomičnost, saj jim ni potrebno porabljati toliko energije za nadzorovanje ionskega gradienta. Med slabosti osmokonformizma spada tesna odvisnost od sprememb osmolarnosti zunanjega okolja, ki vpliva tudi na notranje.
Večino osmokonformerjev predstavljajo morski nevretenčarji, kot so denimo nekateri iglokožci (predvsem morske zvezde), raki, mehkužci, ožigalkarji in drugi. Poikiloosmotski organizmi so tudi nekatere žuželke. Med osmokonformerji ločimo tako imenovane stenohaline vrste, ki lahko preživijo le v omejenem razponu osmolarnosti (živijo v relativno konstantnem ionskem okolju), kar pomeni, da je za preživetje tovrstnih organizmov pomemben pretežno stalen osmotski tlak tako zunanjega kot tudi notranjega okolja. Po drugi strani redke osmokonformerje opišemo kot evrihaline vrste, kadar so sposobni preživeti širok razpon osmolarnosti (živijo v spremenljivem ionskem okolju).

### Osmoregulatorji
Osmoregulatorje ali homoiosmotske organizme od osmokonfomerjev (poikiloosmotskih organizmov) ločimo po sposobnosti nadziranja konstantne osmolarnosti telesnih tekočin, ki ni odvisna od obkrožajočega življenjskega medija. Osmoregulatorji so bodisi morski bodisi sladkovodni ali kopenski organizmi, zmožni natančnega reguliranja notranje osmolarnosti navkljub spremembam ionske sestave zunanjega okolja. Tudi pri tej skupini organizmov najdemo stenohaline vrste, ki prenesejo le ozko omejene razpone osmolarnosti, in evrihaline vrste, ki so zmožne nadziranja osmolarnosti svojih telesnih tekočin tudi v velikih razponih osmolarnosti zunanjega okolja.
Homoismotski organizmi so lahko hipertonični regulatorji, če je njihova telesna tekočina hipertonična glede na zunanje okolje, in hipotonični regulatorji, če je njihova notranja tekočina hipotonična glede na zunanje okolje. Med bolj poznane hipotonične osmoregulatorje spadajo ribe kostnice, živeče v morju, katerih telesna tekočina je izrazito hipotonična glede na hipertonično morsko vodo, ki jih obdaja. Pomembnejša osmoregulacijska mehanizma te ribje skupine sta pitje morske vode in izločanje odvečne soli skozi škrge. Tudi morski plazilci, ptiči in sesalci se poslužujejo osmoregulacije in poskušajo ohraniti svoje notranje okolje hipotonično, tako da izločajo sol skozi solne žleze (nekateri ptiči in plazilci) ali pa imajo hiperosmotski urin (seč). Drugo skrajnost predstavljajo hipertonični osmoregulatorji, kamor spadajo sladkovodne živali, katerih telesne tekočine so hipertonične glede na hipotonično sladko vodo. Glavni osmoregulacijski mehanizem za ohranjanje hipertoničnosti telesnih tekočin je izločanje večjih količin precej hipotoničnega urina (seča), ključno vlogo pa ima tudi absorpcija ionov.